# Oostenrijkse voetbalbeker 2008/09
De Beker van Oostenrijk 2008-09 (Duits: ÖFB-Cup) is de 75ste editie van de Beker van Oostenrijk. Het toernooi begon op 19 juli 2008 met de eerste wedstrijd van de voorronde.

## Voorronde
De negenentwintig wedstrijden werden gespeeld tussen 19 juli 2008 en 3 augustus 2008. De winnaars van deze wedstrijden gingen door naar de eerste ronde.
| Team 1                       | Res.              | Team 2                  |
| ---------------------------- | ----------------- | ----------------------- |
| SC Spittal/Drau              | 4–0               | SC Gmund                |
| SV Wienerberger              | 2–1               | SC Ostbahn 11           |
| SC/ESV Parndorf              | 4–2               | SV Stegersbach          |
| TSV Hartberg                 | 0–0 nv, 4–5(pen)  | Post SV Fußball         |
| SC Zwettl                    | 3–1 nv            | SV Leobendorf           |
| SV Langenrohr                | 0–2               | FC Waidhofen/Ybbs       |
| WAC St. Andrä                | 1–1 nv, 4–5(pen)  | Slovenski AK Klagenfurt |
| ASK Voitsberg                | 0–1               | SC Weiz                 |
| SC Kalsdorf                  | 1–5               | Grazer AK               |
| ASK Baumgarten               | 2–3               | SV Oberwart             |
| Vienna                       | 1–1 nv, 4–5(pen)  | Wiener SK               |
| SV Grieskirchen              | 1–4               | FC Blau Weiss Linz      |
| FC Admira Wacker Reserves    | 4–0               | SV Haitzendorf          |
| SV Feldkirchen               | 1–2               | FC Kärnten              |
| FC V. P. Sturm 19 St. Pölten | 0–10              | SKU Amstetten           |
| SR-Fach Donaufeld            | 0–2               | FAC Team für Wien       |
| SV Würmla                    | 3–2               | ASV Vösendorf           |
| UFC Fehring                  | 1–0               | USV Allerheiligen       |
| Union St. Florian            | 1–0               | LASK Linz Reserves      |
| FC Wels                      | 2–1 aet           | ASKÖ Linz               |
| Sturm Graz Reserves          | 1–4               | SV Bad Aussee           |
| FC Puch                      | 1–6               | SV Seekirchen           |
| USK Leube Anif               | 3–4 nv            | TSV St. Johann          |
| SPG Union Innsbruck          | 5–4               | SPG Axams Götzens       |
| FC Kufstein                  | 0–0 nv, 1–4(pen)  | SC Schwaz               |
| FC Dornbirn                  | 0–0 nvt, 6–5(pen) | SV Hall                 |
| Blau Weiss Feldkirch         | 0–0 nv, 7–8(pen)  | FC Hard                 |
| FC Pasching                  | 6–1               | SV Sierning             |
| ASK Horitschon               | 2–0               | SV Neudörfl             |

## Eerste ronde
De wedstrijden werden gespeeld van 14 augustus tot en met 17 augustus 2008.
| Team 1                  | Res.             | Team 2                            |
| ----------------------- | ---------------- | --------------------------------- |
| TSV Pöllau              | 1–3              | FC Admira Wacker Mödling          |
| 1. SC Sollenau          | 0–1              | FC Wiener Neustadt                |
| SV Oberwart             | 0–3              | DSV Leoben                        |
| SV Hallein 04           | 0–7              | Red Bull Juniors Salzburg         |
| WSG Wattens             | 3–3 nv, 7–8(pen) | Austria Wien Reserves             |
| FC Pasching             | 1–4              | FC Red Bull Salzburg              |
| Slovenski AK Klagenfurt | 1–3              | 1. FC Vöcklabruck                 |
| FC Kärnten              | 0–5              | SK Rapid Wien                     |
| Grazer AK               | 1–2              | SC Rheindorf Altach               |
| UFC Fehring             | 1–4              | FC Lustenau 07                    |
| FC Dornbirn             | 0–2              | SK Sturm Graz                     |
| SPG Union Innsbruck     | 2–4 aet          | SKN St. Pölten                    |
| SC Hard                 | 1–2              | SK Austria Kärnten                |
| FAC Team für Wien       | 1–4              | SV Ried                           |
| SV Spittal/Drau         | 3–0              | FC Gratkorn                       |
| DSV St. Johann          | 0–3              | Kapfenberger SV                   |
| SV Bad Aussee           | 1–5              | FK Austria Wien                   |
| FC Wels                 | 1–1 nv, 5–4(pen) | SC Austria Lustenau               |
| FC Blau Weiss Linz      | 0–1              | SV Mattersburg                    |
| SC/ESV Parndorf         | 1–0 nv           | FC Wacker Innsbruck               |
| SV Seekirchen           | 1–3              | SV Grödig                         |
| SC Bregenz              | 1–3              | LASK Linz                         |
| SK Unterpetersdorf      | 1–2              | FC Admira Wacker Mödling Reserves |
| SV Wienerberger         | 4–1              | SC Zwettl                         |
| Post SV Fußball         | 1–2              | SC Weiz                           |
| SV Würmla               | 3–1 nv           | SV Lendorf                        |
| FC Waidhofen/Ybbs       | 0–2              | Wiener SK                         |
| SC Unterfrauenhaid      | 1–0              | SKU Amstetten                     |
| SC Schwaz               | 1–4              | SPG Neuhofen Ried                 |
| SK Rapid Wien Reserves  | 3–0              | Union St. Florian                 |

## Tweede ronde
De loting van de tweede ronde werd gehouden op 19 augustus 2008. De wedstrijden worden gespeeld op 12 september en 13 september 2008.
| Team 1                            | Res.            | Team 2                    |
| --------------------------------- | --------------- | ------------------------- |
| SV Würmla                         | 2–1             | Red Bull Juniors Salzburg |
| SC Unterfrauenhaid                | 1–2             | FC Lustenau 07            |
| Wiener SK                         | 0–4             | SV Mattersburg            |
| SC Weiz                           | 1-4             | Austria Wien Reserves     |
| SPG Neuhofen Ried                 | 0-5             | SK Sturm Graz             |
| FC Wels                           | 0–0 , 5–3(pen)  | LASK Linz                 |
| FC Admira Wacker Mödling Reserves | 0–3             | FK Austria Wien           |
| SV Wienerberger                   | 4–3             | SKN St. Pölten            |
| SK Rapid Wien Reserves            | 2-1             | SC Rheindorf Altach       |
| SC/ESV Parndorf                   | 1–1 , 3–4(pen)  | FC Wiener Neustadt        |
| FC Admira Wacker Mödling          | 1-0             | SV Grödig                 |
| SK Austria Kärnten                | 1–1 , 2-4 (pen) | SV Ried                   |
| FC Red Bull Salzburg              | 4–2             | 1. FC Vöcklabruck         |
| DSV Leoben                        | 1–4 n.v         | SK Rapid Wien             |
| SV Spittal/Drau                   | 0–3             | Kapfenberger SV           |

## Derde ronde
De winnaar van vorig seizoen, SV Horn, zal starten in deze ronde. De loting voor deze ronde vond plaats op 14 september 2008. De wedstrijden zullen worden gespeeld op 28 oktober en 29 oktober 2008.
| Team 1                 | Res. | Team 2                   |
| ---------------------- | ---- | ------------------------ |
| FC Lustenau 07         | 1–5  | FK Austria Wien          |
| FC Red Bull Salzburg   | 1–2  | Austria Wien Reserves    |
| SV Ried                | 3–2  | SK Rapid Wien            |
| SV Horn                | 0–1  | SK Sturm Graz            |
| SK Rapid Wien Reserves | 5–1  | SV Mattersburg           |
| FC Wels                | 0–3  | Kapfenberger SV          |
| SV Wienerberger        | 0–1  | FC Magna Wiener Neustadt |
| SV Würmla              | 0–1  | FC Admira Wacker Mödling |

## Kwartfinale
De loting vond plaats op 9 november 2008. De wedstrijden werden gespeeld op 3 maart 2009.
| Team 1                   | Res.        | Team 2                   |
| ------------------------ | ----------- | ------------------------ |
| SK Sturm Graz            | 1-1 , 3-5 p | FK Austria Wien          |
| SK Rapid Wien Reserves   | 1-1 , 1-4 p | Austria Wien Reserves    |
| FC Admira Wacker Mödling | 2-2 , 4-3 p | SV Ried                  |
| Kapfenberger SV          | 1-2         | FC Magna Wiener Neustadt |

## Halve finale
| Team 1                   | Res. | Team 2                   |
| ------------------------ | ---- | ------------------------ |
| Austria Wien Reserves    | 1-3  | FC Admira Wacker Mödling |
| FC Magna Wiener Neustadt | 0-1  | Austria Wien             |

## Finale
De finale werd gespeeld op 24 mei in het Pappelstadion in Mattersburg.
| Team 1                   | Res.   | Team 2       |
| ------------------------ | ------ | ------------ |
| FC Admira Wacker Mödling | 1-3 nv | Austria Wien |